# Підводні човни типу «L»
Не варто плутати з американськими підводними човнами типу «L» часів Першої світової війни
Підводні човни типу «L» (англ. L-class submarine) — клас військових кораблів з 27 підводних човнів, що випускалися наприкінці Першої світової війни британськими суднобудівельними компаніями. Цей тип човнів спочатку планували випускати за екстреною програмою флоту як удосконалену версію британського підводного човна типу «E». Втім через значну кількість змін та удосконалень цей клас підводних човнів Королівського флоту став окремим і випускався трьома серіями. Велика частина човнів типу «L» брала участь у завершальних боях Першої світової війни. Після капітуляції Німецької імперії деякі з човнів залучали на допомогу російському Білому руху в роки Громадянської війни в Росії. Майже всі підводні човни були розібрані в 1930-ті роки, але три з них (HMS L23, HMS L26 і HMS L27) використовувалися в ролі навчальних за років Другої світової війни.

## Підводні човни типу «L»
Позначення
| №          | Корабель | Верф                                                      | Закладено         | Спущено           | У строю           | Статус |
| ---------- | -------- | --------------------------------------------------------- | ----------------- | ----------------- | ----------------- | --- |
| 1-ша серія |          |                                                           |                   |                   |                   | |
| 1          | HMS L1   | Vickers Limited, Барроу-ін-Фернес                         | 18 травня 1916    | 10 травня 1917    | 10 листопада 1917 | у березні 1930 року списаний на брухт |
| 2          | HMS L2   | Vickers Limited, Барроу-ін-Фернес                         | 18 травня 1916    | 6 липня 1917      | 18 грудня 1917    | у березні 1930 року списаний на брухт |
| 3          | HMS L3   | Vickers Limited, Барроу-ін-Фернес                         | 21 червня 1916    | 1 вересня 1917    | 31 січня 1918     | у лютому 1931 року списаний на брухт |
| 4          | HMS L4   | Vickers Limited, Барроу-ін-Фернес                         | 21 червня 1916    | 17 листопада 1917 | 26 грудня 1918    | 24 лютого 1934 року списаний на брухт |
| 5          | HMS L5   | Swan Hunter, Волсенд                                      | 23 серпня 1916    | 26 січня 1918     | 15 травня 1918    | у 1931 році проданий на брухт |
| 6          | HMS L6   | William Beardmore and Company, Далмуїр                    | 19 жовтня 1916    | 14 січня 1918     | 3 липня 1918      | у січні 1935 року проданий на брухт |
| 7          | HMS L7   | Cammell Laird, Беркенгед                                  | травень 1916      | 24 квітня 1917    | грудень 1917      | 26 лютого 1930 року проданий на брухт |
| 8          | HMS L8   | Cammell Laird, Беркенгед                                  | 28 травня 1916    | 7 липня 1917      | 12 березня 1918   | 7 жовтня 1930 року проданий на брухт |
| 2-га серія |          |                                                           |                   |                   |                   | |
| 9          | HMS L9   | William Denny and Brothers, Дамбартон                     | жовтень 1916      | 29 січня 1918     | 27 травня 1918    | 30 червня 1927 року проданий на брухт |
| 10         | HMS L10  | William Denny and Brothers, Дамбартон                     |                   | 24 січня 1918     | червень 1918      | 3 жовтня 1918 року затоплений поблизу острова Терсхеллінг німецькими міноносцями S34, S33, V28 і V79 |
| 11         | HMS L11  | Vickers Limited, Барроу-ін-Фернес                         | 17 січня 1917     | 26 лютого 1918    | 27 червня 1918    | у лютому 1932 року проданий на брухт |
| 12         | HMS L12  | Vickers Limited, Барроу-ін-Фернес                         | 22 січня 1917     | 16 березня 1918   | 30 червня 1918    | 16 лютого 1932 року проданий на брухт |
| 13         | HMS L14  | Vickers Limited, Барроу-ін-Фернес                         | 19 січня 1917     | 10 червня 1918    |                   | у травні 1934 року проданий на брухт |
| 14         | HMS L15  | Fairfield Shipbuilding and Engineering Company, Говань    | 16 листопада 1916 |                   | 16 січня 1918     | у лютому 1932 року проданий на брухт |
| 15         | HMS L16  | Fairfield Shipbuilding and Engineering Company, Говань    | 21 листопада 1916 | 1 вересня 1917    | 9 квітня 1918     | у лютому 1934 року проданий на брухт |
| 16         | HMS L17  | Vickers Limited, Барроу-ін-Фернес                         | 24 січня 1917     | 13 травня 1918    |                   | у лютому 1934 року проданий на брухт |
| 17         | HMS L18  | Vickers Limited, Барроу-ін-Фернес                         | 22 червня 1917    | 21 листопада 1918 | 15 травня 1919    | у жовтні 1936 року проданий на брухт |
| 18         | HMS L19  | Vickers Limited, Барроу-ін-Фернес                         | 18 липня 1917     | 4 лютого 1918     | 2 серпня 1919     | 12 квітня 1937 року проданий на брухт |
| 19         | HMS L20  | Vickers Limited, Барроу-ін-Фернес                         | 26 липня 1917     | 23 вересня 1918   | 28 січня 1919     | 7 січня 1935 року проданий на брухт |
| 20         | HMS L21  | Vickers Limited, Барроу-ін-Фернес                         | 15 вересня 1917   | 11 жовтня 1918    | 5 жовтня 1920     | у лютому 1939 року проданий на брухт |
| 21         | HMS L22  | Vickers Limited, Барроу-ін-Фернес                         | 28 листопада 1917 | 25 жовтня 1919    | 10 червня 1921    | 30 серпня 1935 року проданий на брухт |
| 22         | HMS L23  | Vickers Limited, Барроу-ін-Фернес/Chatham Dockyard, Чатем | 26 липня 1917     | 1 липня 1919      | 31 жовтня 1924    | у травні 1946 року проданий на брухт |
| 23         | HMS L24  | Vickers Limited, Барроу-ін-Фернес                         |                   | 19 лютого 1919    |                   | 10 січня 1924 року загинув унаслідок зіткнення з лінкором «Резолюшн» |
| 24         | HMS L25  | Vickers Limited, Барроу-ін-Фернес                         | 25 лютого 1918    |                   | 13 лютого 1919    | у 1935 році проданий на брухт |
| 25         | HMS L26  | Vickers Limited, Барроу-ін-Фернес                         | 31 січня 1917     | 29 травня 1919    | 11 жовтня 1926    | 1 листопада 1946 року затоплений як корабель-мішень |
| 26         | HMS L27  | Vickers Limited, Барроу-ін-Фернес                         | 30 січня 1918     | 14 червня 1919    |                   | 1944 році розібраний на брухт |
| 27         | HMS L33  | Swan Hunter, Волсенд                                      | 26 вересня 1917   | 29 травня 1919    | 22 грудня 1919    | у 1932 році проданий на брухт |
| 3-тя серія |          |                                                           |                   |                   |                   | |
| 28         | HMS L52  | Armstrong Whitworth, Ньюкасл-апон-Тайн                    | 16 травня 1917    | 18 грудня 1918    | 18 січня 1921     | у вересні 1935 року проданий на брухт |
| 29         | HMS L53  | Armstrong Whitworth, Ньюкасл-апон-Тайн                    | 19 червня 1917    | 12 серпня 1919    | 16 січня 1925     | 23 січня 1939 року проданий на брухт |
| 30         | HMS L54  | Armstrong Whitworth, Ньюкасл-апон-Тайн                    | 14 травня 1917    | 20 серпня 1918    | 27 серпня 1924    | 2 лютого 1939 року проданий на брухт |
| 31         | HMS L55  | Fairfield Shipbuilding and Engineering Company, Говань    | 21 вересня 1917   | 22 вересня 1918   | 19 грудня 1918    | 9 червня 1919 року затоплений унаслідок бою з більшовицькими есмінцями типу «Орфей» «Гавриїл» і «Азард» у Копорській губі Фінської затоки. 14 серпня 1928 року піднятий та після ремонту уведений до строю РСЧФ як Л-55 «Безбожник»; У 1950 році виключений зі списків флоту, а в 1960 році розібраний |
| 32         | HMS L56  | Fairfield Shipbuilding and Engineering Company, Говань    | 16 жовтня 1917    | 29 травня 1919    | 3 вересня 1919    | 25 березня 1938 року списаний на брухт |
| 33         | HMS L69  | William Beardmore and Company, Далмуїр                    | 7 липня 1917      | 6 грудня 1918     | 18 квітня 1923    | у лютому 1939 року списаний на брухт |
| 34         | HMS L71  | Scotts Shipbuilding and Engineering Company, Грінок       | 29 серпня 1917    | 17 травня 1919    | 23 січня 1920     | 25 травня 1938 року списаний на брухт |